# Друзі (телесеріал)
«Дру́зі» (англ. «Friends») — популярний американський ситком про групу з шести друзів, що живуть у Нью-Йорку. Було знято 236 серій, які демонструвалися на телеканалі «NBC». Серіал із великим успіхом демонструвався в різних країнах світу і за свої 10 сезонів на телебаченні дістав величезну кількість нагород («Еммі» та «Золотий глобус»).
Серіал «Друзі» був спродюсований компанією «Bright/Kauffman/Crane Productions» спільно зі студією «Warner Bros. Television», прем'єрні покази транслювалися американським телеканалом «NBC» (з 22 вересня 1994 до 6 травня 2004 року). Фінальний епізод серіалу зайняв четверте місце в рейтингу останніх епізодів телесеріалів — у прем'єрному ефірі його бачили 52,5 мільйона осіб.
В Україні серіал вперше транслювали на телеканалі «1+1». Також серіал показували на телеканалах «Сіті», «Comedy Central Україна», «Новий канал», «ICTV», «СТБ», «Super+» та «НЛО TV».

## Сюжет
Створена Девідом Крейном і Мартою Кауффман, ця ансамблева комедія стала найпопулярнішою новою комедією ситуацій сезону 1994–1995 років, займаючи 8 місце в рейтингу Нільсена. Герої — шестеро молодих людей, що живуть у Нью-Йорку (в основному на Мангеттені) і зустрічаються в улюбленому кафе — «Central Perk».
Серіал розповідає про життя шести друзів: розпещену «татусеву доньку» Рейчел Ґрін (Дженніфер Еністон), чистюлю-кухаря Моніку Ґеллер (Кортні Кокс), офісного працівника Чендлера Бінґа (Меттью Перрі), схибленого на сексі і їжі, нетямущого актора Джої Тріббіані (Метт Леблан), розлученого палеонтолога Роса Ґеллера (Девід Швіммер), масажистки-хіпі та співачки Фібі Буффе (Ліза Кудров). Довкола цієї міцної компанії будується нескінченна кількість різних історій: у друзів трапляються романи, вони сваряться і миряться. Однак, молодь не може бути до кінця серйозною, тож друзі не пропускають нагоди пожартувати, а почуття гумору у них відмінне.
На початку серіалу Рейчел кидає свого нареченого просто біля весільного вівтаря і переїжджає до своєї шкільної подруги Моніки, з якою вони не бачилися багато років. Вони мешкають у квартирі навпроти квартири Чендлера і Джої. Ця четвірка дружить із братом Моніки, Росом (який зовсім нещодавно розлучився зі своєю дружиною, що виявилась лесбійкою) і з Фібі — дівчиною без певної професії, колишньою сусідкою Моніки. Основна дія серіалу розгортається у квартирах Моніки, Чендлера і в кав'ярні «Central Perk» (укр. «Центральна Кав'ярня»).
Залишивши свого нареченого, Рейчел вирішує розпочати самостійне життя і відмовитися від батькових грошей. Почавши працювати офіціанткою в кав'ярні, вона робить кар'єру у світі моди — проходить шлях від молодшого асистента начальника відділу закупівель в універмазі «Bloomingdale's» до начальника відділу мерчандайзингу в компанії «Ральф Лорен». Моніка протягом перших кількох сезонів відчуває труднощі в кар'єрі, але все ж таки досягає успіху, стаючи згодом шеф-кухарем престижного ресторану. Чендлер, спершу працюючи співробітником відділу статистики, відкриває себе в рекламному бізнесі. Джої з перемінним успіхом знімається в різних телесеріалах і рекламі, грає в театрі і кіно, а вершиною його кар'єри стає роль доктора Дрейка Раморе в популярному серіалі «Дні нашого життя». Палеонтолог Рос працює спочатку співробітником музею, а пізніше — викладачем в університеті. Фібі заробляє, працюючи масажисткою, а також виконуючи дивні пісні з власного репертуару під гітару.
Основною сюжетною лінією серіалу є романтичні стосунки Роса і Рейчел, які постійно то сходяться, то знову розлучаються. Рос закоханий у Рейчел ще зі школи, але вона тривалий час не звертає на нього уваги. Їхні стосунки змінюються від пристрасної та ніжної любові до неприязні. Випадково Рейчел вагітніє від Роса та народжує доньку Емму. І лише в самому кінці серіалу пара приймає рішення більше ніколи не розлучатися. Починаючи з четвертого сезону з'являється важлива сюжетна лінія стосунків Чендлера і Моніки. Решта друзів перебувають у пошуку супутників життя. До кінця серіалу Чендлер і Моніка одружуються, Фібі також одружується і вільним залишається тільки Джої.
У більшості епізодів є три невеликі, приблизно рівнозначні, сюжетні лінії всередині епізоду. Загальний сюжет серіалу розвивається поступово — одночасно з логічно завершеним сюжетом конкретної серії.

## Персонажі

### Головні герої
- Рейчел Карен Грін (Дженніфер Еністон) — донька заможних батьків, ніколи не працювала і жила на гроші тата. Вона має двох сестер — Еммі і Джил. У Рейчел був наречений, але вона кинула його і втекла з весілля, а потім оселилася у Моніки. Вони були найкращими подругами в середній школі. Тоді у Рейчел був величезний ніс, який незабаром довелося вкоротити. Життя у великому місті спочатку здавалося їй досить важким, тим паче, що їй довелося шукати роботу, чого вона раніше ніколи не робила. Спершу Рейчел працювала офіціанткою в «Central Perk», але незабаром почала кар'єру в моді. Перша така робота була невдалою — вона знову подавала каву для боса. Пізніше вона влаштувалася працювати в Bloomingdales. У Рейчел шалено закоханий Рос, але спочатку вона не звертала на нього уваги. У Рейчел чимало залицяльників (на превелике розчарування Роса). Та врешті-решт, Рейчел і Рос розуміють, що створені одне для одного. Пізніше їхні стосунки дають тріщину через надмірну зайнятість Рейчел і ревнощі Роса. Проте, стосунки між ними не закінчуються, вони продовжують любити одне одного, хоча деколи й не хочуть у цьому зізнаватися. У восьмому сезоні вона народжує від нього дитину — Емму.
- Моніка Е. Ґеллер (Кортні Кокс) — сестра Роса та шкільна подруга Рейчел. Ця красива, струнка і приваблива жінка була дуже товстою в підлітковому віці. У дитинстві її навіть відправляли у «табір для товстунів». Моніка працює кухарем і просто «схиблена» на чистоті і порядку, що є предметом великої кількості жартів на її адресу. У Моніки дуже сильно розвинений дух змагань і вона прагне у всьому бути першою і найкращою. Незважаючи на свою привабливість, Моніка довго не може знайти свою любов і дуже переймається через це, оскільки з дитинства мріє про шлюб і дітей. У неї доволі довго тривають серйозні стосунки з Річардом — лікарем-офтальмологом, товаришем її батька і дуже цікавою людиною. Він був старший за неї на 21 рік, але вона вирішує з ним розлучитися, коли дізнається, що Річард не хоче більше заводити дітей, оскільки у нього вже є діти від першого шлюбу. Ще у неї був невдалий роман із мультимільйонером Пітом Беккером. Та він припинився, бо той забажав стати учасником боїв без правил. Несподівано Моніка знаходить своє щастя зі своїм другом Чендлером. Вони півроку приховують свої стосунки від друзів, але все таємне стає явним. Моніка з Чендлером вирішують жити разом і, в результаті, вона з ним одружується.
- Фібі Буффе (Ліза Кудров): Велику частину часу Фібі Буфе літає поміж хмар. Фібі рано почала самостійне життя після того, як її мати наклала на себе руки. Їй довелося якийсь час жити на вулиці, що, поза сумнівом, відбилося на її поведінці. Вона знайшла своє покликання в аромотерапії. Фібі працює масажисткою і співає в кав'ярні пісні власного авторства. Фібі вегетаріанка. У неї своєрідне мислення і поведінка. Вона вірить, що іноді здатна читати думки людей або відчувати присутність померлих друзів чи рідних. Упродовж майже всього серіалу вона мешкає у своєї бабусі. У неї є сестра-близнючка, Урсула Памела Буфе, але вони майже не спілкуються. Фібі також стає сурогатною матір'ю для дітей свого брата Френка та його дружини Еліс. Велика частина сюжетів про Фібі присвячена її складним сімейним взаєминам. У деяких серіях присутні прозорі натяки на бісексуальність Фібі.
- Джозеф Френсіс Трібіані або Джої Трібіані (Метт Леблан) — людина-дитина. Незважаючи на те, що він здається цілком дорослим, привабливим чоловіком, у душі він дуже наївний. Джої виріс у сім'ї італійських іммігрантів. У нього сім сестер і він дуже ревно про них піклується. Джої мешкає разом зі своїм другом Чендлером, колишнім однокурсником Роса. Їхня квартира розташована просто навпроти квартири Моніки — сестри Роса. Таке географічне положення сприяє тому, що Джої, завжди охочий чогось перехопити, проводить багато часу на кухні у Моніки. Джої ніколи не ділиться їжею. Хоча Джої і не надто розумний і освічений, він підкуповує своєю добротою і наївністю. Джої — актор-початківець, мріє зробити кар'єру в кіно. Його кумир — Аль Пачіно. Поки що Джої дістаються досить дивні ролі, наприклад — Піноккіо в дитячому фільмі або Зигмунда Фрейда в мюзиклі. Одного разу йому довелося дублювати одну з частин тіла самого Аль Пачіно, утім, цю «роль» він провалив. Врешті-решт, Джої отримав невелику роль лікаря Дрейка Раморе в мильній опері «Дні нашого життя», але незабаром за сценарієм був «убитий». Джої не вирізняється великим інтелектом, він вважає себе чарівним і дуже сексуальним. Він не схильний до тривалих стосунків із жінками, досить часто змінює подружок. Його коронна фраза — «Як життя?». А ще Джої закохався у Рейчел, коли вона була вагітна від Роса. Метт Леблан вигадав цей поворот сюжету сам, аби пожвавити хід серіалу в останніх сезонах.
- Чендлер Бінг (Меттью Перрі): Чендлер Мюрієль Бінґ — сусід з квартири Джої, друг і колишній однокурсник Роса. У Чендлера не складаються стосунки з дівчатами. Він не любить День подяки, оскільки саме цього дня, будучи 9-річним хлопчиком, він дізнався, що його батьки розлучаються. І воно б не біда, та батько зраджував матері з дворецьким і в результаті перевтілився в жінку і став солістом у шоу ґеїв у Лас-Вегасі. Чендлер постійно жартує і особливо сильно, коли починає нервувати — це щось подібне до захисної реакції. Чендлер зустрічався з дуже незвичайною персоною — Дженіс, особливістю якої є бридкий голос і постійне повторювання фрази «О — Боже — мій!». Чендлер дуже боїться серйозних стосунків, бо його неабияк травмувала історія власних батьків. Чендлер достатньо успішно просувається вгору кар'єрною драбиною, хоча друзі ніяк не можуть запам'ятати де ж він працює і чим займається. У кінці четвертого сезону на другому весіллі Роса, Чендлер завів роман із Монікою. У них зав'язуються дуже зворушливі і серйозні стосунки і вони з Монікою наважуються взяти шлюб. Наприкінці серіалу Чендлер і Моніка усиновлюють двох дітей і переселяються за місто, щоб ростити їх там.
- Рос Геллер (Девід Швіммер): Рос Ґеллер — брат Моніки, друг і колишній однокурсник Чендлера. Рос — палеонтолог і має ступінь доктора, працює у музеї. Його любов до динозаврів є причиною численних насмішок. Рос не дуже балакучий і до того ж сором'язливий. Він першим із друзів одружується, але раптом дізнається, що його дружина Керол — лесбійка. Вони розходяться, але незабаром колишня дружина повідомляє, що чекає від нього дитину. Керол і її подруга вважають, що Рос повинен брати участь у вихованні сина, попри те, що він і нова «дружина» Керол — Сьюзен, терпіти одне одного не можуть. Все це стає для нього серйозним випробуванням, але в його житті з'являється Рейчел — подруга його сестри Моніки, у яку він закоханий з 9 класу. Рейчел не відповідала йому взаємністю. Врешті-решт, Рос і Рейчел все ж таки стали зустрічатися. Та незабаром розійшлися і стали просто друзями. Протягом усього серіалу Рос і Рейчел не можуть повністю забути одне про одного. Під час подорожі до Лас-Вегаса вони навіть одружуються, але наступного дня, протверезівши, розуміють, що накоїли, і розлучаються. Під час весілля Моніки і Чендлера, з'ясовується, що Рейчел вагітна від Роса, і згодом у них народжується донька Емма, яку вони вирішують виховувати разом, але не поновлювати своїх стосунків. В останній серії ситкому Рос і Рейчел все ж таки знову розуміють, що кохають одне одного і залишаються разом.

### Другорядні герої та запрошені зірки
- Джек Ґе́ллер (Елліотт Ґулд) — батько Моніки та Роса.
- Джу́ді Ґе́ллер (Крістіна Піклз) — мама Моніки та Роса, дружина Джека Ґеллера.
- Ке́рол Ві́ллік (Джейн Сібет) — перша дружина Роса Геллера, з якою він познайомився ще в коледжі. Вони прожили разом вісім років, але потім розійшлися через те, що Керол виявилась лесбійкою. Виховує сина Бена спільно з Росом та своєю подругою, а згодом і законною дружиною Сьюзен.
- Ґа́нтер (Джеймс Майкл Тайлер) — менеджер «Центральної кав'ярні», таємно закоханий у Рейчел. Ніхто з героїв не знає його прізвища.
- Дже́ніс (Меґґі Вілер) — дивакувата дівчина, з якою зустрічався Чендлер. Він декілька разів розходився з нею, проте згодом вони поновлювали свої стосунки.
- Доктор Річард Берк (Том Селлек) — окуліст передпенсійного віку, друг Джека Ґеллера, в якого закохалася Моніка.
- Майк Ханіган (Пол Радд) — хлопець (з кінця 9-го сезону) та чоловік Фібі (у 10-му сезоні).

Протягом 10 сезонів у «Друзях» знялося чимало зірок, серед яких колишній чоловік Дженніфер Еністон — Бред Пітт і колишній чоловік Кортні Кокс — Девід Аркетт.
| - Г'ю Лорі (сусід Рейчел у літаку) - Брюс Вілліс (батько студентки, подруги Роса в університеті) - Бред Пітт (колишній однокласник Рейчел) - Ель Макферсон - Ізабелла Росселліні - Ноа Вайлі (кросовер, лікар Джон Картер із серіалу «Швидка допомога») - Бен Стіллер - Робін Вільямс (відвідувач кафе, разом із Біллі Крісталом) - Чарлі Шин - Різ Візерспун (Джилл Ґрін) - Джулія Робертс (колишня однокласниця Чендлера, яка помстилася йому за випадок у школі) - Шон Пенн (шкільний учитель Ерік, бойфренд Урсули, сестри-близнючки Фібі) - Кетлін Тернер - Девід Аркетт - Гелен Гант - Чарлтон Гестон | - Денні ДеВіто (стриптизер на дівич-вечорі Фібі) - Фредді Принц-молодший - Деніел Луї Кастелланета - Біллі Крістал (відвідувач кафе, разом із Робіном Вільямсом) - Алек Болдвін (Паркер, друг Фібі) - Сара Фергюсон, герцогиня Йоркська - Джефф Голдблюм - Шерілін Фенн - Крістіна Епплгейт - Кріс Айзек - Ґері Олдмен - Деніз Річардс (Кейсі Геллер, двоюрідна сестра Моніки і Роса) - Вайнона Райдер (однокурсниця Рейчел) - Брук Шилдс (божевільна фанатка доктора Дрейка Реморе, якого грав Джоуї) - Жан-Клод Ван Дам (у карикатурно нарцисичній ролі самого себе) - Дакота Феннінг | - Сьюзен Серендон - Ґабріель Юніон - Джордж Клуні (кросовер, лікар Даг Росс із серіалу «Швидка допомога») - Дермот Малруні - Крістін Девіс - Анна Фаріс - Солейл Мун Фрай - Джон Ловітц - Енн Дудек - Вінсент Вентреска - Майкл Рапапорт - Генк Азарія - Річард Бренсон - Том Селлек - Кріссі Хайнд - Сельма Блер | - Еван Гендлер - Дженніфер Сондерс - Ральф Лорен - Труді Стайлер (дружина Стінга, у ролі самої себе) - Девід Еббот (Tank Abbott) (боєць ММА, у ролі самого себе) |

## Створення

### Передісторія
1993 року продюсери Девід Крейн, Марта Кауфман і Кевін Брайт об'єдналися в одній фірмі, яка продовжила співпрацю з телевізійним відділенням імперії Warner Bros. — Warner Bros. Television. Крейн і Кауфман навчалися в Університеті Бранделс у Волтхені, штат Массачусетс, а пізніше спільно працювали вже близько 16 років, мали авторитет і їхні роботи були помічені телевізійними критиками. Серіал «Dream On» уже четвертий сезон ішов на каналі HBO. Робота йшла за класичною для американського телебачення схемою розподілу праці. Ідея та попередній сценарій готуються продюсерами, зазвичай це незалежна компанія. Серіал на своїй виробничій базі знімає компанія, яка спеціалізується на цьому процесі (production company) — Warner Bros. Television і потім продає права на нього телевізійним мережам, наприклад, NBC. Сам процес продажу прав на прем'єрні і післяпрем'єрні покази серіалу має досить складну структуру і називається «синдикація».
На початку року Крейн і Кауфман перебували в певній творчій кризі. У 1993 році їх ситком «Сімейний альбом» («Family Album») після шести пілотних серій був закритий на каналі CBS з причини низького рейтингу. Поряд з іншими авторами, у сезон, коли телевізійні канали готують сітку мовлення на наступну осінь, вони почали роботу над матеріалами трьох нових телепрограм для каналів NBC і ABC. Близько ста продюсерських команд представили на розгляд відбіркової комісії production-компаній свої проєкти. Серед цих розробок серіалів у грудні 1993 року керівництву Warner Brothers Television також було презентовано семисторінковий макет ситкому з робочою назвою «Кафе Безсоння» («Insomnia Cafe»).
Головні герої проєкту — молоді мешканці («двадцять з лишком») Нью-Йорка, які щойно закінчили коледж, шукають своє місце у житті і регулярно зустрічаються в маленькому кафе. Ідею було попередньо схвалено і прийнято в роботу, вона саме потрапила на благодатний ґрунт. Керівництво компанії в цей час шукало новинки для пожвавлення ефіру, де переважали класичні сімейні серіали, такі як «Будьмо», час яких підходив до останнього сезону. Девід і Марта сіли за сценарій пілотної серії, робоча назва постановки змінилася на «Друзі як ми» («Friends Like Us»). У березні попередній варіант сценарію пілотної серії був готовий і назва змінилася на «Шестеро одинаків» («Six of One»).
Загалом продюсери витратили близько шести місяців на розробку персонажів. Хоча сценарій не був готовий, керівництво каналу NBC, тільки ознайомившись із попередніми матеріалами, одразу повідомило авторам про готовність зняти пілотну серію. Це свідчило про високу зацікавленість у постановці — зазвичай кабельний канал чекає на кінцевий сценарій. Новий ситком, як планувалося, мав зайняти місце в четвер увечері, у тижневій сезонній сітці мовлення. Уже тоді було вирішено, що він транслюватиметься о 20:30 між двома «хітами» NBC — серіалами «Сайнфелд» і «Шаленію від тебе». Далеко не кожній передачі так усміхалася фортуна — сусіди мали забезпечити вдалий старт новачкові. Передбачалося, що цільова аудиторія серіалу — «молоді-дорослі» (young-adults) містяни і тексти торкнуться цікавої для них теми. Улітку 1994 року почалася підготовка до зйомок нового серіалу і назва остаточно визначена як «Друзі».

## Історія
Творці «Друзів», Марта Кауффман і Девід Крейн, також були друзями, оскільки вони разом закінчили Університет Бранделс у Волтхені, штат Массачусетс. Здобувши вищу освіту, вони переїхали до Нью-Йорка і працювали над бродвейським мюзиклом. Під час створення «Друзів» Кауффман і Крейн познайомилися з Кевіном Брайтом. Після зустрічі з директорами кінокомпанії Warner Bros, телебачення запланувало три нові проєкти комедії на осінь 1994 року. Два проєкти не пройшли, але телекомпанія NBC зареєструвала показ серіалу під назвою «Друзі як ми» («Friends Like Us»). Щойно ідея почала втілюватися в життя, постало завдання знайти підходящих акторів і акторок.
Директорка з кастингу, Еллі Каннер, і три творці (Кауффман, Крейн, Брайт) наполегливо працювали над пошуком акторського складу. Моніка, Рейчел, Фібі, Рос, Джої, Чендлер — для кожної цієї ролі група провела близько ста прослуховувань, але шукала спеціальні якості, які приведуть шоу до піку популярності. Роль Моніки Ґеллер отримала Кортні Кокс, єдине відоме ім'я в титрах, які були пізніше зібрані. Вона була добре відома роллю подруги Майкла Дж. Фокса у фільмі «Зв'язки Сімейства», а також знімалася в серіалі «Неприємність із Ларрі» (англ. The Trouble with Larry) і фільмі Ейс Вентура: Розшук домашніх тварин із Джимом Керрі.
Спочатку Кокс була призначена на роль Рейчел, але вона переконала творців, що вона надто невротична, аби бути Рейчел, і більше підходить для ролі Моніки. Зрештою роль Рейчел Ґрін отримала Дженніфер Еністон. В експериментальному епізоді, де Рейчел вривається у Центральну Кав'ярню у весільній сукні і вигукує, що вона втекла зі свого весілля і кинула нареченого Баррі, кожен глядач закохався в неї. Творці зрозуміли, що Дженніфер точно втілює свавільну, зіпсовану, але все ж привабливу Рейчел.
Лізу Кудров, виконавицю ролі Фібі Буффе, було обрано рано на кастингу. Кудров також грала офіціантку Урсулу в «Божевільний про Вас» і продовжувала грати цю роль протягом перших кількох тижнів «Друзів». Кудров отримала премію Еммі за найкращу акторку. Роль Джої Трібіані отримав Метт Леблан. Для телеглядачів обличчя Леблана було добре знайоме, та мало хто знав його ім'я. Він грав в «Одруженому з додатковим доходом і дітьми, Вершина Купи». Згодом шоу було перероблено і перейменовано у «Вінні і Бобі». Він виявився ідеальним для ролі Джої, актора, що бореться. Роль найкращого друга Джої, Чендлера Бінґа, отримав Метью Перрі. Більшість ситуацій, в які опинявся Чендлер, траплялися в житті з самим Метью Перрі. Роль Роса Ґеллера дісталася Девіду Швіммеру. Рос має науковий ступінь з палеонтології, працює у музеї. Граючи сором'язливого хлопця, Рос одразу ж став ідолом багатьох глядачок. Також він і героїня Дженніфер Еністон (Рейчел і Рос) стали частою темою розмов щодо солодких парочок на телебаченні. Швіммер отримав премію «Еммі» як найкращий актор.

## Популярність
Шестеро молодих людей, що знімають затишну квартиру в найвеселішому богемному районі Нью-Йорка — «Вест Вілледж», завоювали загальну любов спочатку у Сполучених Штатах, а потім і за їхніми межами. Їхні жарти стають культовими, шанувальники наслідують їх у всьому — манера одягатися, стрижки, улюблені фрази. Веселі і привабливі герої «Друзів» — прості американські хлопці та дівчата. Легковажна Рейчел, красуня Моніка, відома своїми невдалими романами, веселий Чендлер, сентиментальна Фібі, красень Джої, що мріє стати відомим актором, добродушний інтелектуал Рос. Вони закохуються, шукають роботу, сваряться, одружуються, розлучаються, їм весь час бракує грошей. Пригоди «прекрасної шістки» продовжуються, на декого з них чекають великі зміни в особистому житті.
Історія комедійного серіалу «Друзі» — поза сумнівом, одна з найпопулярніших. Починаючи від 1996 року актори отримували гонорар у сто тисяч доларів за серію. А до кінця серіалу кожен із шести акторів, що грає одного з друзів, заробляв по 1 000 000 доларів за серію. Вартість показу 30-секундного рекламного ролика під час фінальних серій досягала 2 000 000 доларів США. Завершальну серію було випущено на DVD вже через 5 днів після прем'єри на телебаченні. Серіал зробив значний внесок і в поп-культуру. Діалоги персонажів порівнюють із діалогами з фільмів Вуді Аллена. Багато жартів стали цитувати (наприклад, коронна фраза Джої Тріббіані, якою він починав знайомство з черговою дівчиною, — «How you doin?» (буквально перекладається: «Як життя?») — зараз іноді жартома говорять одне одному при зустрічі. Нервова фраза Моніки «I know» («Я знаю!»), звичайно, була вигадана не нею, але, коли її вимовляють, мимоволі копіюють її інтонацію. Крім того, зачіска Рейчел стала надзвичайно популярною серед жінок. Назва і герої серіалу «Друзі» стали брендом, який широко використовується для розповсюдження фірмової продукції.
П'ятого вересня 1994 року о восьмій годині вечора на каналі NBC вперше в ефір вийшов телесеріал «Друзі». Через місяць і досі кожен новий епізод «Друзів» збирає в середньому 26 мільйонів глядачів. У «Друзях» знімалися Джулія Робертс, Робін Вільямс, Жан Клод Ван Дам, Брук Шилдс, Гелен Гант, Брюс Уілліс, Бред Пітт, Алек Болдуїн.
Майки, кепки, сорочки, медальйони з портретами героїв. Роман виконавиці головної ролі Дженніфер Еністон з Бредом Піттом. Перші рядки в рейтингах «найелегантніша акторка на телебаченні», «найкрасивіші люди року». Комп'ютерна гра за мотивами «Друзів». Тематичні вечірки з прогляданням чергової серії, тостами за героїв у фіналі.
Рейчел, Моніка, Фібі, Джої, Чендлер і Рос. Ці імена знають телеглядачі всього світу. Жоден комедійний серіал не користувався такою популярністю. Рейтинги «Друзів» досягали подекуди космічних висот. 1994 року, коли «Друзів» почали показувати на американському каналі NBC, ні продюсери, ні тоді маловідомі молоді актори не могли навіть уявити, що їхні герої стануть улюбленцями мільйонів глядачів, а вони самі — мегазірками з величезними гонорарами, вигідними контрактами і постійними пропозиціями брати участь у найбільших кінопроєктах. Про них пишуть газети і журнали, згадки в яких удостоюються тільки ті, хто перебуває на самій вершині слави.

## Продовження
Незабаром після закінчення показу «Друзів» на екрани вийшов телесеріал «Джої» (англ. Joey). Його прем'єра відбулася на каналі NBC 9 вересня 2004 року. Головний герой цього серіалу — персонаж «Друзів» Джої Трібіані — переїжджає до Лос-Анджелеса, щоб продовжити свою акторську кар'єру. Усього було знято два сезони «Джої» (46 серій). 7 березня 2006 NBC припинило показ серіалу у зв'язку з низькими рейтингами.
Одразу після закінчення прем'єрної трансляції «Друзів» 2004 року у ЗМІ почала з'являтися інформація про можливе продовження у формі повнометражного фільму або серіалів. Повідомлення про те, що NBC планує зйомки нового серіалу «It's a Guy Thing» за участі персонажів «Друзів» — Джої, Чендлера і Роса — не підтвердилося.
27 вересня 2009 англійський таблоїд «News of the World», посилаючись на слова Джеймса Майкла Тайлера (виконавець ролі Гантера), повідомив про те, що фільм «Друзі» повинен вийти до літа 2011 року, однак уже наступного дня ці чутки було спростовано представниками Дженніфер Еністон, Кортні Кокс і Лізи Кудроу. У січні 2010 року Кокс і Кудроу заявили у своєму інтерв'ю «Associated Press», що від моменту закінчення телесеріалу до них не надходили пропозиції від представників Девіда Крейна і Марти Кауфман щодо їхньої участі у зйомках повнометражної версії «Друзів».
З осені 2009 року Девід Крейн на замовлення телеканалу Showtime спільно з BBC займається зйомками серіалу «Епізоди» за участю Метта Леблана (він грає в ньому самого себе). Перший сезон серіалу вийшов на екрани у січні 2011 року.

## Українське двоголосе закадрове озвучення
Українською мовою телесеріал озвучено студією «1+1». Ролі озвучували: Ярослав Чорненький, Євген Пашин, Андрій Твердак, Лариса Руснак та Наталя Задніпровська.